# Santo Antônio do Amparo
Santo Antônio do Amparo – miasto i gmina w Brazylii, w stanie Minas Gerais. Znajduje się w mezoregionie Oeste de Minas i mikroregionie Oliveira.